# Флахсланден
Флахсланден (њем. Flachslanden) град је у њемачкој савезној држави Баварска. Једно је од 58 општинских средишта округа Ансбах. Према процјени из 2010. у граду је живјело 2.439 становника. Посједује регионалну шифру (AGS) 9571146.

## Географски и демографски подаци
Флахсланден се налази у савезној држави Баварска у округу Ансбах. Град се налази на надморској висини од 470 метара. Површина општине износи 40,9 km². У самом граду је, према процјени из 2010. године, живјело 2.439 становника. Просјечна густина становништва износи 60 становника/km².

## Међународна сарадња
| Мјесто | Држава    | Врста сарадње | Од    |
| ------ | --------- | ------------- | ----- |
|        | Француска | контакт       | 2000. |
| Извор  |           |               |       |